# Riu Çoruh
El riu Çoruh (antigament ortografiat Čoruh, àrab Čorukh, georgià ჭოროხი, Ch'orokhi) és un riu del nord-est d'Anatòlia a Turquia que neix a les muntanyes Mescit (a 3225 metres) corre per quasi tot el seu recorregut per territori turc però desaigua en territori de Geòrgia. El seu nom clàssic fou Acampsis (esmentat per Arrià).
El riu és famós per les seves aigües blanques i s'hi fan competicions de caiac extrem. Tretze rescloses estan planificades al seu curs en el marc del Pla de Desenvolupament del riu Çoruh, de les quals tres ja estan acabades(Murtli, Tortum i Borcka), i dues més en fase d'obres (Deriner i Yusufeli). La resta estan encara en projecte (Artvin, Ayvali, Olur, Arkun, Aksu, Gullubag, Ispir i Laleli).